# 特捜戦隊デカレンジャー 20th ファイヤーボール・ブースター
『特捜戦隊デカレンジャー 20th ファイヤーボール・ブースター』（とくそうせんたいデカレンジャー トゥエンティース ファイヤーボール・ブースター）は、2024年11月13日発売のオリジナルビデオ作品。

## 概要
2004年から2005年にかけて放送された「スーパー戦隊シリーズ」第28作目『特捜戦隊デカレンジャー』の続編に相当し、テレビシリーズから20周年を記念した新作となっている。映像ソフトとしてのリリースに先駆け、2024年6月7日には劇場公開も行われた。
任侠映画を基にしたストーリーで『忍風戦隊ハリケンジャーでござる! シュシュッと20th Anniversary』同様に東映京都撮影所が制作を担当している。

## あらすじ
謎の爆破事件が、白昼の大都会で発生し、ジウジッソ星人マープルの目撃証言によって容疑者と思われる女性エイリアン・ラエンジョの存在が明らかとなる。
そんな中、地球に落下した未確認物体の調査にバンがファイヤー・スクワッドの新人刑事・江戸川塁を伴ってやってくる。
ラエンジョはかつて塁によってデリートされた銀河の麻薬王タレワラーネの妻であり、夫の復讐のために爆破を仕掛けたとして捜査を始める。

## 登場人物
江戸川 塁（）
バンの部下で、ファイヤー・スクワッド所属の新人隊員。優秀だが、クールで合理的なところがあり、地球署メンバーの言動や捜査方法にはジェネレーションギャップを感じるイマドキの若者。
- 当初は新たな女性デカレッド「晴月天」が登場するという方向性もあったが、脚本の荒川が書いた内容では、テツよりもセリフが多く喋っており、あくまでも6人が主役のため、途中でなくなり、塁が生まれたという。

リドミハ星人モクミス
高知県立牧野植物園の学芸員である女性エイリアン。地球には明治17年（1884年）から滞在している、全宇宙のあらゆる植物に対して豊富な知識に精通したベテラン。200歳。園内の土壌から30分おきに栄養を補給しないといけないため、植物園の外には出られない。テレビシリーズ第6話に登場したリドミハ星人カーサスとは別個体で、手から車をも切り裂くウォーターカッターを放射する。
都心に落下した隕石の表面に付着していた物質が、宇宙麻薬の原料となる宇宙植物ネヒルモの種子であることを見抜く。
- どのように物語に高知を絡めていくかという課題に、牧野記念庭園が東映東京撮影所にほど近い場所にあり、そこから「植物宇宙人、もしくは植物怪獣」というアイデアが浮かび、テレビシリーズ第6話に登場したリドミハ星人が再登場することとなった。当初は男性の学芸員という予定であったが、伊藤たちアソシエイトプロデューサーの3人が牧野植物園を訪ねた際にいた女性の学芸員を参考に女性という設定に変更され、高知出身の川村がキャスティングされた。カーサスが『火曜サスペンス劇場』からとったため、『木曜ミステリー』から「モクミス」ということとなった。
- マスクは当時のデザイン画を元に新規造形したもので、顔のデザインも可愛くアレンジされている。

ヨシワ星人ラエンジョ
銀河の麻薬王タレワラーネの妻である女性エイリアン。地球人とは感情表現が異なり、喜びと怒りの感情が逆になっている。タレワラーネの復讐を考えているが、独自の言語を話すことからコミュニケーションが難しく、爆破事件の際に現場で目撃され、デカレンジャーに対しても敵意を示したことで、容疑者として追われる。
- 名前の由来は「吉原炎上」。当初は喜怒哀楽の感情のすべてが入れ替わっているような設定であったが、それだと複雑すぎるということから、喜びと怒りが逆ということとなった。

ラカム
ラエンジョの娘。地球へラエンジョが向かった後も、チーマ星のタレワラーネ邸に残っていた。

家政婦
ラカムの面倒をタレワラーネ邸で見ていた女性エイリアン。ラエンジョから、他の星の生物とラカムを会わせてはいけないと言われていたため、ラカムに会いに来たホージーとジャスミンの申し出を断る。

チーマ星人タレワラーネ
銀河広域指定麻薬組織を束ねている銀河の麻薬王で、全宇宙を揺るがす、大規模な麻薬犯罪を計画していたが、ファイヤー・スクワッドの塁によってチーマ星でデリートされ、「俺が死んでも、大いなる計画は必ず実行される」という断末魔を遺す。

ジウジッソ星人マープル
可愛らしい姿と声の、ジウジッソ星人の善良な子どもエイリアン。謎の爆破事件の現場でウメコとセンに救助され、起爆装置を押していたラエンジョを目撃し、センちゃんとウメコに証言する。
地球署安全課に保護されるが、ラエンジョに対する怒りから抜け出し、ウメコとエイリアン特区で再会する。
その正体はロットメンの収縮体。
ジウジッソ星人ロットメン
タレワラーネの用心棒で、タレワラーネ邸に踏み込んだバンと戦うが、逃げてしまう。その後は行方不明であったが、タレワラーネの意志を果たすために地球に意外な形で侵入していた。
- 目の表現などは「怖く見せる」というところに重点を置き、昔の東映の時代劇などによく出てきた「強そうな用心棒」という立ち位置で、見た目からの怖さや強さを感じさせるようにしている。ラエンジョもロットメンの武器を使うことが決まっていたため、黒川が持つことになることから、軽く作っている。

## デカレッド プレミアモード（プレミアデカレッド）
江戸川塁がバンから譲り受けたSP1ライセンスでエマージェンシーする戦士。後にバンもエマージェンシーする。
SP1ライセンスを用いてフェイス・オンするファイヤー・スクワッドのバトルスーツは、「神の泡」とも称されるほどにきめ細かい「超詳細形状記憶宇宙金属プレミアデカメタル」によって形成されている。
敵を超高速移動機能によって翻弄するバトルスタイルが特徴。
- 「エクシードデカレッド」「キャプテンデカレッド」などの名称案もあった[9]。

ツール
SP1ライセンス
バンが塁を育てようという思いから、譲っていたもの。
ディーソードベガ
本来はデカマスター専用の武器であるが、バンがエマージェンシーしたプレミアデカレッドが使用する。
- アップ用、アクション用のほかに、放送当時に発売されていた玩具を遠近感を表現するために使用している。

## 本作品オリジナルの用語・設定
エイリアン特区
地球にあるチーマ星の歓楽街をモチーフとした江戸時代の遊郭を彷彿とさせる場所。
- エイリアンの中には『忍風戦隊ハリケンジャーでござる! シュシュッと20th Anniversary』のオイランダもいる。

ウイルスベクター
急激に巨大成長した宇宙植物ネヒルモにデカレンジャーロボが注入した植物細胞を枯らすもの。

## キャスト
- 赤座伴番 - さいねい龍二[15][2][3]
- 戸増宝児 - 林剛史[15][2][3]
- 江成仙一 - 伊藤陽佑[15][2][3]
- 日渡茉莉花 - 木下あゆ美[15][2][3]
- 胡堂小梅 - 菊地美香[15][2][3]
- 姶良鉄幹 - 吉田友一[15][2][3]
- 江戸川塁 - 長妻怜央（7ORDER）[7][3]
- モクミス - 川村文乃（アンジュルム）[10][16]
- 家政婦 - 神尾直子[6][16]
- ラカム - 小野美音[6]
- 高知市長 - おだち（あつかんDRAGON）[6]
- 高知市広報担当者 - 森岡千晴[6]
- 桂浜水族館の店員 - 雫石将克[6]
- シン・ネオデカベースの隊員[14] - 福沢博文
- ラエンジョ - 黒川芽以[12][3]
- 白鳥スワン - 石野真子[15][2][3]

### 声の出演
- タレワラーネ - 真野恭輔[3]
- ドギー・クルーガー - 稲田徹[15][2][3]
- マープル / ロットメン - 福山潤[12][3]
- ナレーター - 古川登志夫[15][2]

### スーツアクター
- デカレッド[6][16]、プレミアデカレッド[17] - 福沢博文
- デカブルー[6][16] - 前田将吾
- デカグリーン[6][16] - 三村幸司
- デカイエロー[6][16]、モクミス[14] - 橋本恵子
- デカピンク[6][16] - 神尾直子
- デカブレイク[6][16] - 北川裕介
- ドギー・クルーガー[6] - 増田広司
- ロットメン[6] - 糠信圭祐
- 野々村仁
- 太田雅之
- 大夢
- 奥深山新
- 武鎚亜紀子
- 藤本裕貴
- 藤原誠生
- 矢野豪
- 庄野彰宏
- 櫻田誠一郎
- 岡田智貴

## スタッフ
- 原作 - 八手三郎[15][2]
- 脚本 - 荒川稔久[15][2][16]
- 音楽 - 亀山耕一郎
- 撮影 - 田中勇二（JSC）
- 照明 - 山中秋男
- 録音 - 四方裕幸
- 編集 - 山口健
- 美術 - 中塚拓也
- 映像 - 加藤勇人
- 記録 - 西村直美
- 制作担当 - 芦田淳也
- アソシエイトプロデューサー - 吉田友一、菊地美香、伊藤陽佑[16]
- 制作プロダクション - 東映京都撮影所[2]
- 製作 - 東映ビデオ、東映エージエンシー、BANDAI
- エグゼクティブプロデューサー - 塚田英明（東映）[16]
- プロデューサー - 山田真行（東映ビデオ）、土田真通（東映）[16]、矢田晃一（東映エージエンシー）
- アクション監督 - 福沢博文（株式会社レッドエンタテイメントデリヴァー）[17][15][2][16]
- 監督 - 渡辺勝也[15][2][16]
- 特別協力 - 高知県高知市[2]
- 配給 - 東映ビデオ[2]

## 音楽
主題歌「特捜戦隊デカレンジャー20th～ファイヤーボール・ブースター～」
作詞 - 吉元由美 / 作曲 - 宮﨑歩 / 編曲 - 大石憲一郎 / 歌 - サイキックラバー
エンディングテーマ「ミッドナイト デカレンジャー」
作詞 - 藤林聖子 / 作曲 - 高取ヒデアキ / 編曲 - 亀山耕一郎 / 歌 - ささきいさお、森の木児童合唱団

## 制作
本作では高知県高知市、京都太秦のオール地方でのロケを遂行している。これは芸能界を引退し、2022年から高知市地域活性推進課職員（地域おこし協力隊）として活動している吉田友一（姶良鉄幹 / デカブレイク役）が、町おこしの一環として東映に自ら出向いて企画・ロケ地の誘致に向けたプレゼンを行った結果、ロケ地の選定にも力を貸し、ロケ費用の補助やプロジェクト全体のPR予算、今後の「ロケ地巡り」需要に対応するための整備費などを自治体へのクラウドファンディングによって調達し、実現したものである。また、この作品では、吉田とともに菊地美香（胡堂小梅 / デカピンク役）、伊藤陽佑（江成仙一 / デカグリーン役）がアソシエイトプロデューサーとして参加している。
アクションは、当時のデカレンジャーがそれぞれやっていたアクションスタイルを再現しつつ、今風のキャッチーな画を入れている。映画『ガーディアンズ・オブ・ギャラクシー:VOLUME 3』での印象的なワンカット・アクションの中でメンバー1人1人の紹介を見せていくのを、本作品のナレーションが入る場面で入れており、開けた場所ではワンカットのアクションは辛いため、建物の中を舞台にして、どんどんキャラクターが入れ替わって、最後は外に出て景色が変わってワンカットが終わるものとなっている。『魔進戦隊キラメイジャー』第28話のワンカットでは、カメラの撮影速度が4倍までであったためストップモーションを入れることが叶わなかったが、本作品で使用したカメラは10倍まで対応可能であったため、ストップモーションを入れることができたという。
デカマシンの発進映像は放送当時のものを使用している。

## 映像ソフト化
Blu-ray / DVDでリリース。
- 特捜戦隊デカレンジャー 20th ファイヤーボール・ブースター 劇場先行販売版（DVD1枚組、2024年6月7日より上映劇場限定・数量限定で発売）
  - 映像特典
    - 特報・予告
- 特捜戦隊デカレンジャー 20th ファイヤーボール・ブースター DVD通常版（1枚組、2024年11月13日発売）
  - 音声特典
    - バリアフリー日本語音声ガイド

  - 映像特典
    - 特報・予告
- 特捜戦隊デカレンジャー 20th ファイヤーボール・ブースター Blu-ray通常版（1枚組、2024年11月13日発売）
  - 音声特典
    - バリアフリー日本語音声ガイド
    - オーディオコメンタリー（さいねい龍二×林剛史×伊藤陽佑×木下あゆ美×菊地美香×吉田友一）

  - 映像特典
    - メイキング
    - 完成披露舞台挨拶
    - 初日舞台挨拶
    - 特報・予告
    - 「高知市×デカレンジャー」コラボ動画
    - S.P.Dギャラリー
    - ポスタービジュアル
- 【初回生産限定】特捜戦隊デカレンジャー 20th ファイヤーボール・ブースター SP1ライセンス版（1枚組、2024年11月13日発売）
  - セット内容
    - 特捜戦隊デカレンジャー 20th ファイヤーボール・ブースター（通常版と共通）
    - SP1ライセンス
    - フォトカードセット
    - 主題歌CD

## プロモーション

### 入場者プレゼント
オリジナルビジュアルカード
6月7日から3週間週替わりに配布されるカード。全9種の中から各週3種類のうち1枚がランダム配布される。